# 三河川合站
三河川合站（日语：／ Mikawa-kawai eki */?）是位於愛知縣新城市川合字6號，東海旅客鐵道（JR東海）的飯田線車站。

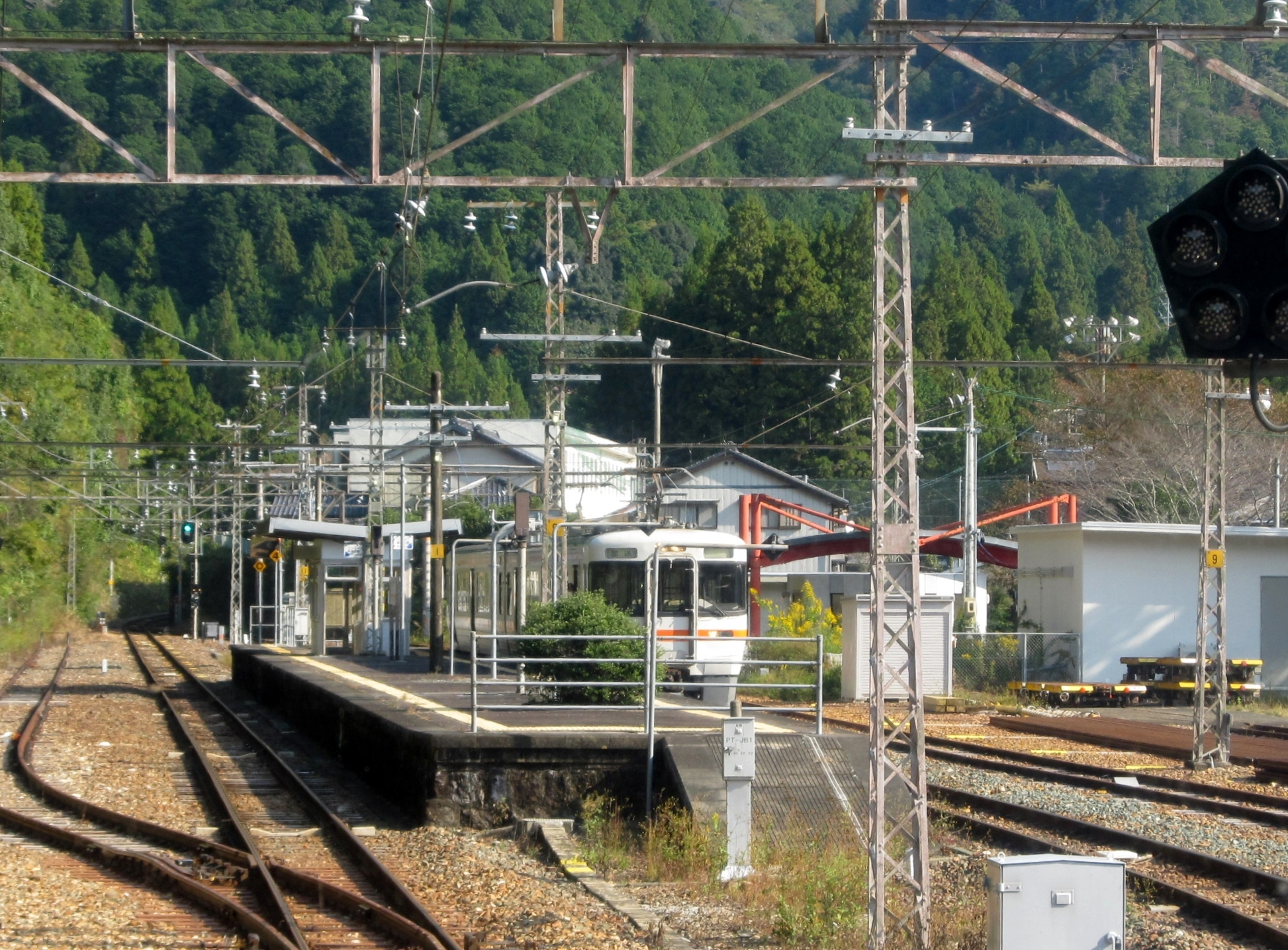
月台全景(2022年10月)

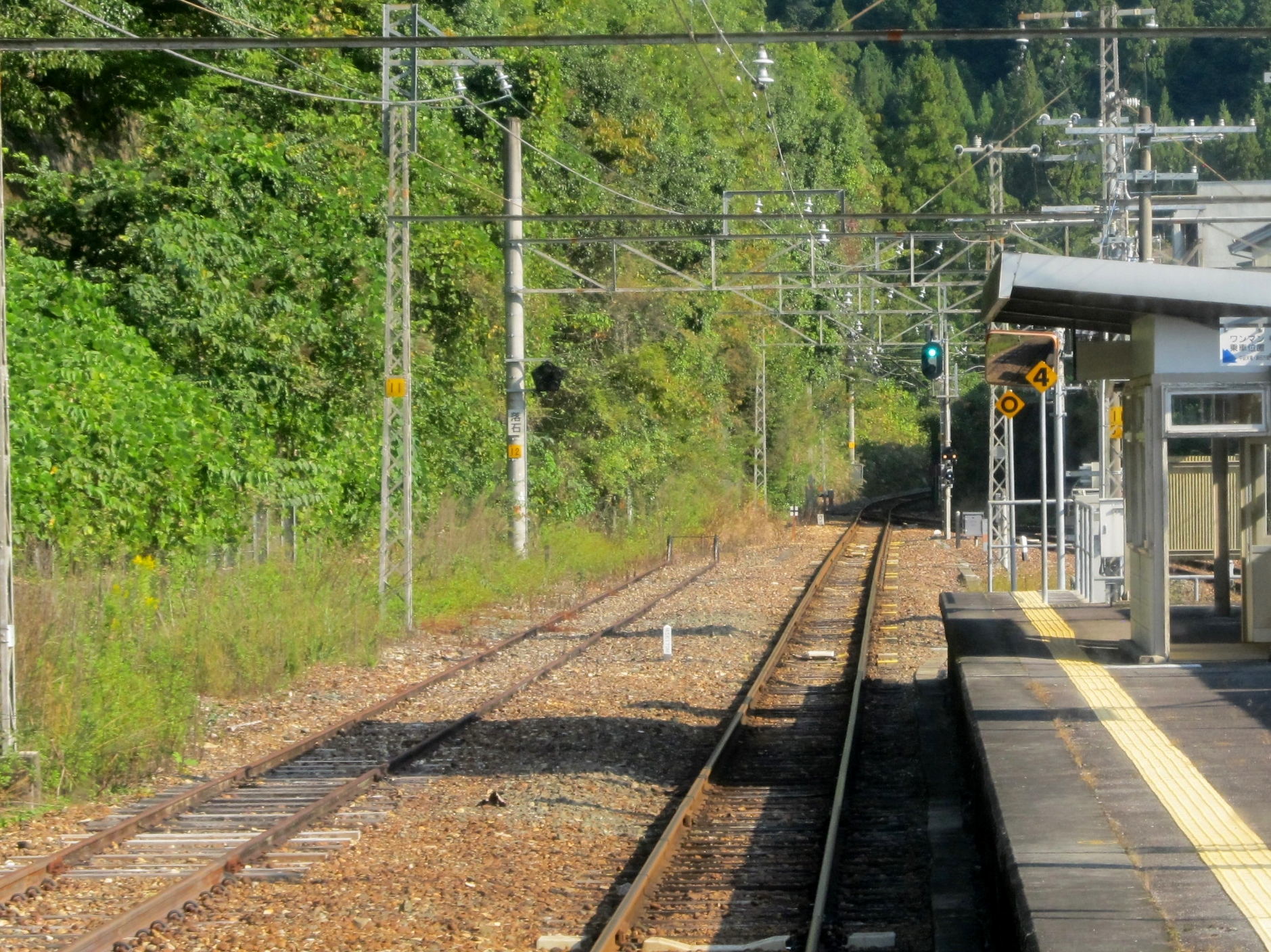
月台(2022年10月)

## 概要

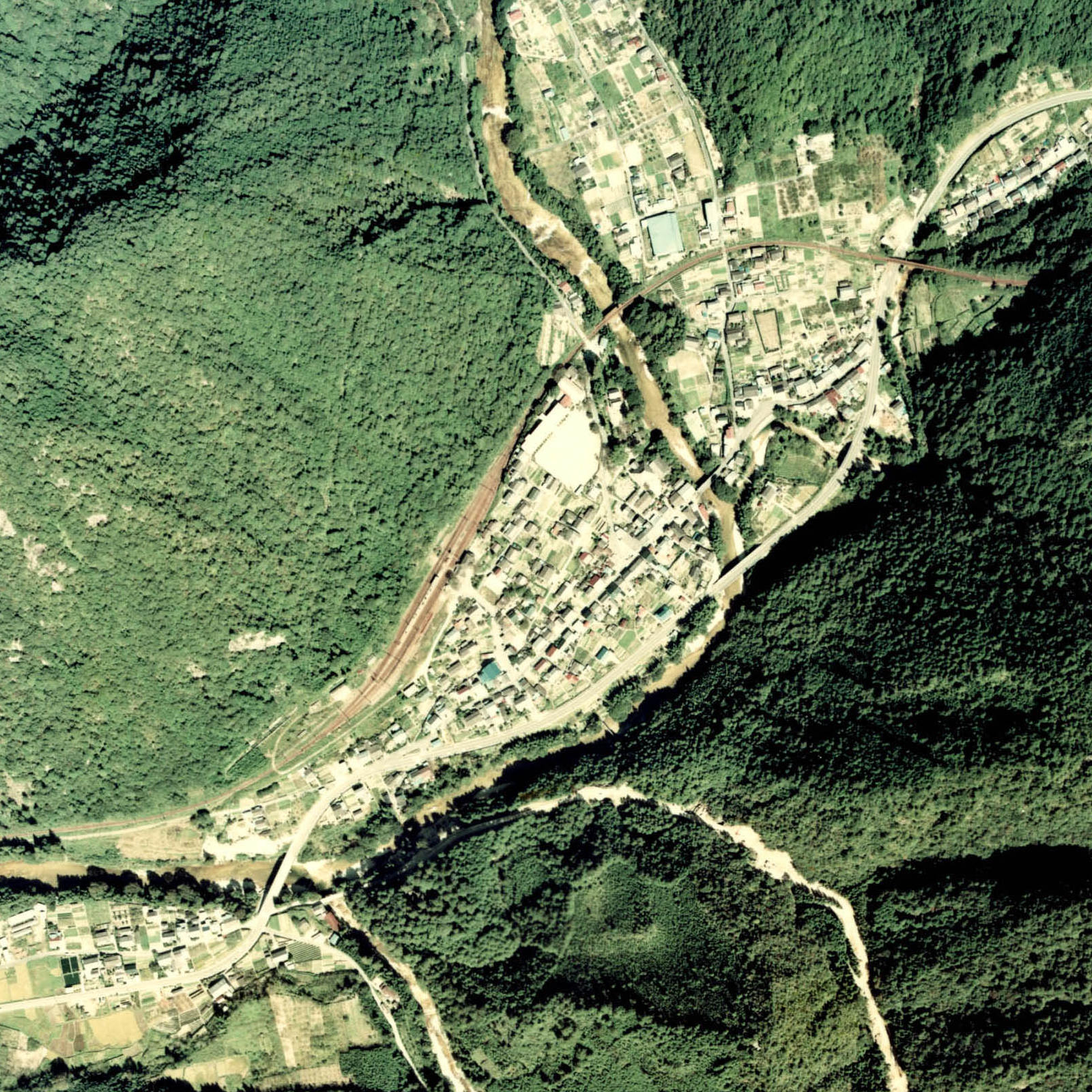
在1976年三河川合站周邊。車站位於相片中央遍左。宇連川是在相片左邊至上邊。

東榮站是連接豐橋站（愛知縣）和辰野站（長野縣）之間的飯田線中，其中一座中途站。車站位於新城市東北方。當時此站作為一個中轉站，負責運送建材物資前往鄰站的宇連水壩，現時此站純粹是旅客車站。
此站在1923年（大正12年）啟用。後來此站成為鳳來寺鐵道和三信鐵道的邊界站。在1943年（昭和18年），兩鐵路線均國有化，成為國鐵飯田線車站。在1987年（昭和62年），此站由JR東海接管。

## 歷史
別所街道是通過奧三河的街道之一。別所街道連接豐橋、豐川左岸的舊八名郡、北設樂郡本鄉（現時：東榮町本鄉）、新野峠和長野縣。車站位於川合地區，為街道的物資集中地。
舊設樂郡內最初開通的鐵路線是豐川鐵道。在1900年（明治33年），豐橋站至大海站之間開通。現時成為JR飯田線南部區間。在大正時代，東三自動車運輸株式會社於1919年（大正8年）8月起，開設從大海途經大野（現時：新城市大野）、川合至本鄉的巴士路線。

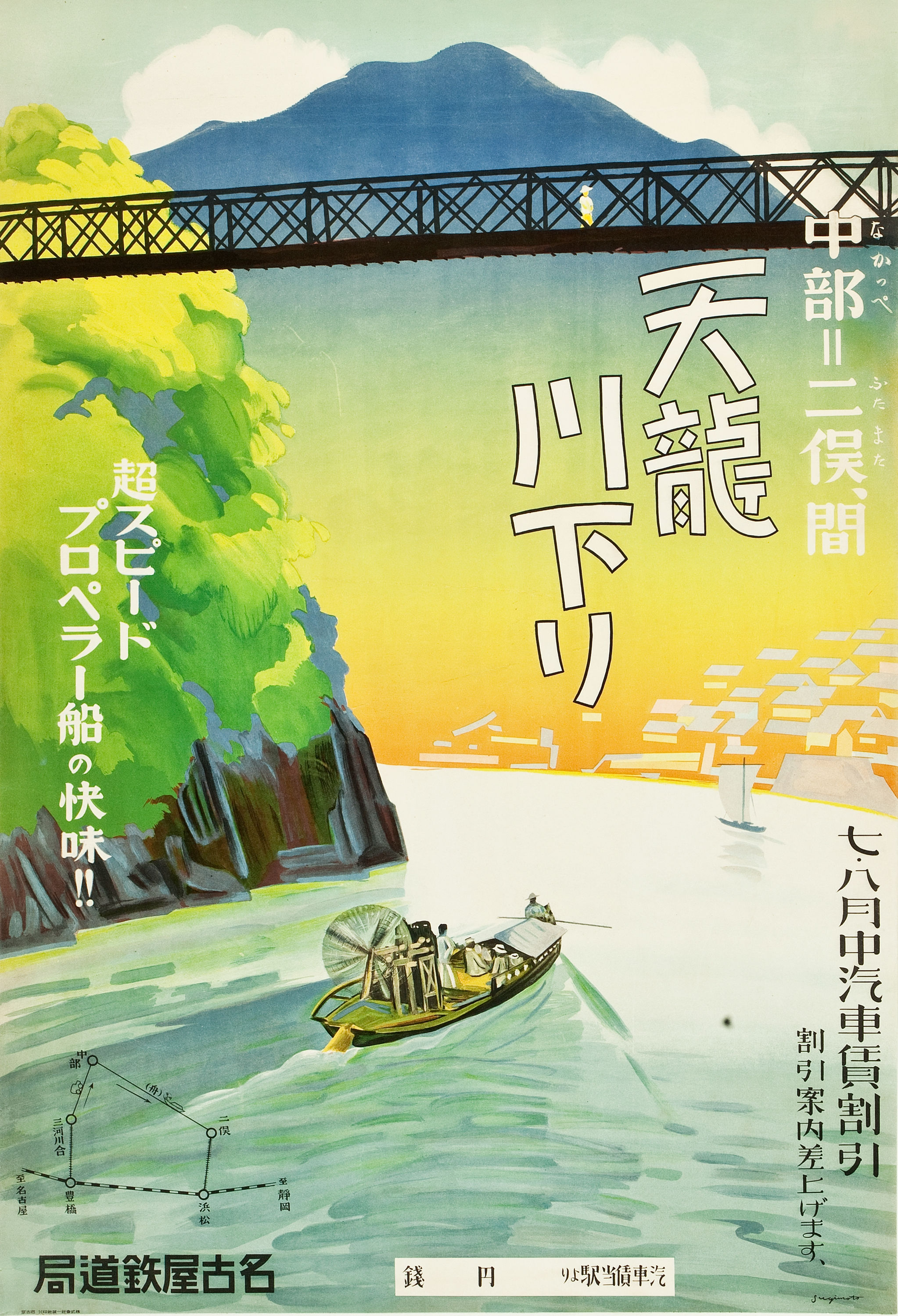
鐵道省名古屋鐵道局的海報（1930年代）。在左下路線圖中，三河川合站需要轉乘巴士前往中部，然後從中部至二俁之間乘坐天龍川船。當時海報推介這個觀光路線。

在巴士路線開設的4年後1923年2月，豐川鐵道的姊妹公司鳳來寺鐵道開設鐵路線，從大海站至三河川合站之間開通。使川合設有鐵路服務。鐵路線建設至川合，是由於該處為別所街道的物資集中地。當時鐵路線在三河川合站作為終點站，成為北遠、南信地方的玄關口。從車站可轉乘巴士前往古戶（現時：東榮町振草、本鄉北方）和靜岡縣中部（現時：濱松市天龍區佐久間町中部），同時成為物資集中地，因此車站附近比較繁榮。於站前一帶設有旅館、餐廳、運輸物流業公司和問屋。車站內設有建築物，在該處設有由鳳来寺鐵道直營的餐廳（第1層）和住宿設施（第2層）。在作為終點站時期，也是川合地區最繁榮的時期。
在車站啟用10年後的1933年（昭和8年）12月，三信鐵道此站至東榮站之間開通。該鐵路線後來於1937年（昭和12年），三河川合站至天龍峽站之間全線開通。豐川鐵道與鳳来寺鐵道開始開設直通運輸班次。三河川合站實質上變成中途站。在三信鐵道開通時，車站向山邊遷移。
在1943年8月，鳳来寺鐵道、三信鐵道、豐川鐵道等鐵路線被國有化，豐橋至辰野之間共同成為國鐵飯田線。使三河川合站由鳳来寺鐵道和三信鐵道經營變為由國有鐵道經營。
在國有化後，車站北方開始建設宇連水壩，此站成為運送建材基地。建材輸送在1953年（昭和28年）正式開始。在車站內設有倉庫存放水泥等物資，料斗存放礫石，以及新設引込線用作起卸建材。在車站內存放了建材物資後，使用道路和索道運送物資前往建築工地。礫石是取自天龍川，收集地點靠近飯田線千代站（長野縣），當時設有專用貨運列車從該處運送往三河川合，貨運列車使用10卡15公噸的鐵路貨車。該水壩在1958年（昭和33年）落成。
此站的貨物業務除了運送水壩建材外。在車站內設有起重機設備，用作運送木材。但是，在1971年（昭和46年）12月隨著飯田線合理化，此站的貨運業務廢止。成為旅客專用車站。在1987年（昭和62年）4月，隨著國鐵分割民營化，此站由國鐵變為JR東海營運。

### 年表
- 1923年（大正12年）2月1日 - 鳳来寺鐵道終點站啟用[10]。
- 1933年（昭和8年）12月21日 - 三信鐵道開業，開始駛入此站[10]。
- 1943年（昭和18年）8月1日 - 鳳来寺鐵道、三信鐵道被國有化，成為飯田線的一部分[10]。
- 1963年（昭和38年）3月1日 - 除了專用線中起卸的車載貨物外，其他車載貨物起卸業務終止[10]。
- 1966年（昭和41年）4月1日 - 結束車載貨物起卸業務[10]。
- 1971年（昭和46年）12月1日 - 結束小型貨物起卸業務。貨運營業結束。同時結束行李起卸業務[10]。
- 1986年（昭和61年）11月1日 - 成為無人車站[11]。
- 1987年（昭和62年）4月1日 - 伴隨國鐵分割民營化，車站由東海旅客鐵道（JR東海）營運[10][12]。

## 車站構造

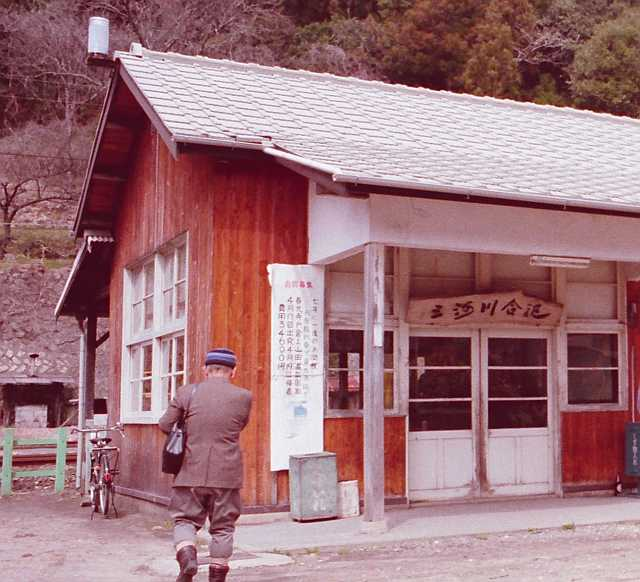
舊車站大樓（1979年）

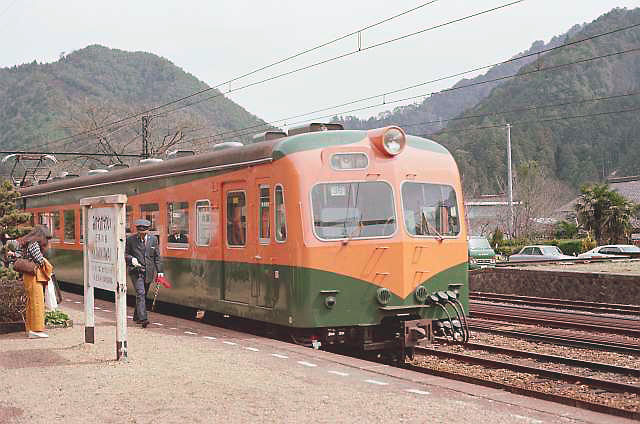
月台上的80系電動列車（1979年）

車站是一座地面車站，設有1面2線島式月台，可進行列車交會。車站東邊是1號月台，西邊是2號月台。1號月台是上行月台（豐橋方向），2號月台是下行月台（中部天龍方向）。2號月台可向上下行兩方出發或到達。另外，月台鄰接側線。
車站大樓與月台靠近辰野一方之間設有站內平交道。曾經此站設有車站職員當值，在1986年後成為無人車站，由豐川站管理。

### 月台
| 月台 | 路線   | 上下行 | 方向               |
| ---- | ------ | ------ | ------------------ |
| 1    | 飯田線 | 上行   | 豐橋方向           |
| 2    | 飯田線 | 下行   | 中部天龍、飯田方向 |

## 使用狀況
在2002年（平成14年）乘車人次為34,284人（1日平均94人），當中約82%，27,984人使用定期票。
以下是其他一年乘車人次：
- 1998年 - 一年35,557人、1日平均97人
- 2000年 - 一年34,284人、1日平均95人

## 停站列車
截至2011年3月時間表修正，下行（中部天龍方向）列車每日12班（大約1-3小時1班），上行（豐橋方向）列車每日13班（1-3小時1班，最繁忙時間1小時2班）。主要的列車類別為普通列車，上行的1班列車為快速列車。特急「伊那路」通過此站。
曾經此站設有列車從此站出發或作為終點站。在1972年3月時間表修正中，晚間設有從豐橋方向出發前往三河川合的列車，早上設有從此站前往豐橋方向和中部天站方向的列車。另外在2017年4月19日，早瀨至下川合之間發生山泥傾瀉影響，三河川合至中部天龍之間不能通行，列車需要在此站折返。

## 車站周邊
車站位於新城市川合（舊・北設樂郡三輪村川合→南設樂郡鳳來町川合）。在豐川的支流宇連川和龜淵川合匯附近設有較發達的村落。在當地設有小學（新城市立鳳來東小學）和郵局等設施。在站前設有愛知縣道424號，該縣道沿宇連川向東北方前進，連接宇連水壩、鳳來湖。
在車站附近設有國道151號（別所街道）和三遠南信自動車道鳳來峽交匯處。

## 相鄰車站
東海旅客鐵道（JR東海）
 飯田線
■快速（只有上行班次）
三河槙原←三河川合←東榮
■普通
三河槙原－柿平（※）－三河川合－池場（※）－東榮
（※）部分普通列車通過柿平站和池場站。

## 注腳
1. ↑  『鳳来町誌』交通史編、p177
2. 1 2  『タイムスリップ飯田線』、p101
3. ↑  『鳳来町誌』交通史編、p242
4. ↑  『停車場変遷大事典』1、p156
5. 1 2 3 4  『鳳来町誌』交通史編、追補 pp16-20
6. ↑  『鳳来町誌』交通史編、p384
7. ↑  『鳳来町誌』交通史編、追補 p21
8. 1 2 3  『鳳来町誌』交通史編、追補 pp109-110
9. ↑  『鳳来町誌』交通史編、追補 pp154-155
10. 1 2 3 4 5 6 7  『停車場変遷大事典』2、pp100-101
11. ↑  『飯田線展』、p102
12. ↑  曾根悟（日语：曽根悟）（監修）. 朝日新聞出版分冊百科編集部（編集） , 编. . 週刊 歴史でめぐる鉄道全路線 国鉄・JR (朝日新聞出版). 2009-07-26, (3): 15–17 （日语）.
13. 1 2 3  『中部ライン全線・全駅・全配線』第4巻，p36（配線圖），p74。方角的配線圖與實際地圖比較對照。
14. ↑  『JR・私鉄全線各駅停車』5、p129
15. ↑  『東海旅客鉄道20年史』、pp732-733
16. 1 2 3 4  採用車站時間表的方向資訊。詳情參見JR東海官方網站的各站時間表 （页面存档备份，存于）（截至2015年1月）。
17. 1 2  『新城まちづくり計画』、p30
18. ↑  『時刻表復刻版』戦後編2・1972年3月号，pp104-107
19. ↑  土砂崩れのJR飯田線、一部不通続く｜NNNニュース（中京テレビ）[]（日語）
20. ↑  『角川日本地名大事典』23、p2029